# 캘리포니아 대학교 법학대학원
캘리포니아 대학교 법학대학원 샌프란시스코 캠퍼스(University of California College of the Law, San Francisco; UC Law SF; UC Law)는 미국 캘리포니아주 샌프란시스코에 위치한 UC 계열 주립 로스쿨이다. 샌프란시스코에 있는 UC 계열 대학교는 이 로스쿨하고 의학대학원인 UCSF가 있다. 이 로스쿨의 교명은 1878년부터 2023년까지 캘리포니아 대학교 헤이스팅스 법학대학원(University of California, Hastings College of the Law)을 사용하였다.
이 법학대학원은 캘리포니아주, 특히 샌프란시스코 베이 에어리어에 광대한 동문망을 갖추고 있으며 로펌 파트너, 정치인, 판사 등이 포함된다. 저명한 동문으로는 미국의 제49대 부통령 카멀라 해리스 등이 있다.